# Sue Me
Sue Me è un singolo della cantante statunitense Sabrina Carpenter, pubblicato come secondo singolo estratto dal suo terzo album in studio Singular: Act I il 9 novembre 2018.
La canzone è stata scritta da Carpenter stessa, Warren "Oak" Felder, Steph Jones, Trevor Brown e William Zaire Simmons.

## Antefatti
Secondo la Carpenter, la traccia rappresenta la pura confidenza. La cantante ha, inoltre, dichiarato che "Sue Me" è stata la prima traccia a dare una direzione all'album perché era diversa da tutte le canzoni che aveva scritto prima.

## Video musicale
Il video è stato rilasciato il 16 novembre 2018 ed è stato diretto da Lauren Dunn. Il video è stato girato in un giorno alla Università Pepperdine, a Malibù. Nel video, inoltre, compaiono gli amici della Carpenter: Joey King e Sergio D'arcy Lane.

## Esibizioni dal vivo
La Carpenter, il 9 novembre, si è esibita al The Today Show e Al Live with Kelly and Ryan. Si è poi esibita anche a Good Morning America ed è la quattordicesima canzone nella set-list del suo Singular Tour.

## Tracce
- Download digitale

1. Sue Me – 2:59

- EP digitale - Remix

1. Sue Me – 2:59
2. Sue Me (KC Lights Remix) – 3:22
3. Sue Me (6am Remix) – 2:54
4. Sue Me (Marian Hill Remix) – 3:37
5. Sue Me (Dave Audé Remix) – 3:50

- Download digitale - A Cappella

1. Sue Me (A Cappella) – 3:22

## Formazione
- Sabrina Carpenter - voce
- Warren "Oak" Felder - produzione, background vocals
- "Downtown" Trevor Brown - co-produttore, background vocals
- Zaire Kalo - co-produttore, background vocals
- Eric J. Dubowsky - missaggio
- Tim Watt - assistente al missaggio
- Chris Gehringer - mastering